# Sorachi subprefektur
Sorachi (japanska: 空知総合振興局?, Sorachi-sōgō-shinkō-kyoku) är ett förvaltningsområde (subprefektur) i Hokkaido prefektur i Japan. Det omfattar tio städer samt fjorton landskommuner. Landskommunerna är grupperade i fyra distrikt, men dessa har ingen administrativ funktion utan fungerar i huvudsak som postadressområden.

## Administrativ indelning
| Namn          | Namn       | Areal (km²) | Folkmängd (2022) | Distrikt       | Typ                  |
| Romaji        | Kanji      | Areal (km²) | Folkmängd (2022) | Distrikt       | Typ                  |
| ------------- | ---------- | ----------- | ---------------- | -------------- | -------------------- |
| Akabira       | 赤平市     | 129,88      | 9 077            | inget distrikt | Stad                 |
| Ashibetsu     | 芦別市     | 865,04      | 11 787           | inget distrikt | Stad                 |
| Bibai         | 美唄市     | 277,69      | 19 439           | inget distrikt | Stad                 |
| Chippubetsu   | 秩父別町   | 47,18       | 2 254            | Uryū           | Landskommun (köping) |
| Fukagawa      | 深川市     | 529,42      | 19 120           | inget distrikt | Stad                 |
| Hokuryū       | 秩父別町   | 158,70      | 1 654            | Uryū           | Landskommun (köping) |
| Iwamizawa     | 岩見沢市   | 481,02      | 76 789           | inget distrikt | Stad                 |
| Kamisunagawa  | 上砂川町   | 39,98       | 2 625            | Sorachi        | Landskommun (köping) |
| Kuriyama      | 栗山町     | 203,93      | 10 952           | Yūbari         | Landskommun (köping) |
| Mikasa        | 三笠市     | 302,52      | 7 658            | inget distrikt | Stad                 |
| Moseushi      | 妹背牛町   | 48,64       | 2 562            | Uryū           | Landskommun (köping) |
| Naganuma      | 長沼町     | 168,52      | 9 964            | Yūbari         | Landskommun (köping) |
| Naie          | 奈井江町   | 88,19       | 4 895            | Sorachi        | Landskommun (köping) |
| Nanporo       | 南幌町     | 81,36       | 7 343            | Sorachi        | Landskommun (köping) |
| Numata        | 沼田町     | 283,35      | 2 825            | Uryū           | Landskommun (köping) |
| Shintotsukawa | 新十津川町 | 495,47      | 6 355            | Kabato         | Landskommun (köping) |
| Sunagawa      | 砂川市     | 78,68       | 15 904           | inget distrikt | Stad                 |
| Takikawa      | 滝川市     | 115,90      | 38 367           | inget distrikt | Stad                 |
| Tsukigata     | 月形町     | 150,40      | 3 451            | Kabato         | Landskommun (köping) |
| Urausu        | 浦臼町     | 101,83      | 1 630            | Kabato         | Landskommun (köping) |
| Uryū          | 雨竜町     | 191,15      | 2 294            | Uryū           | Landskommun (köping) |
| Utashinai     | 歌志内市   | 55,95       | 2 744            | inget distrikt | Stad                 |
| Yūbari        | 夕張市     | 763,07      | 6 586            | inget distrikt | Stad                 |
| Yuni          | 由仁町     | 133,74      | 4 683            | Yūbari         | Landskommun (köping) |

1. 1 2 3 4 5 6 7 8  Sorachi distrikt och Uryū distrikt omfattar även kommuner i Kamikawa subprefektur.